# Marco d'Oggiono
Marco d'Oggiono  (Oggiono, ~1465-1467 - Milan, ~1530 ou 1549) est un peintre italien de la haute Renaissance, élève de Léonard de Vinci.

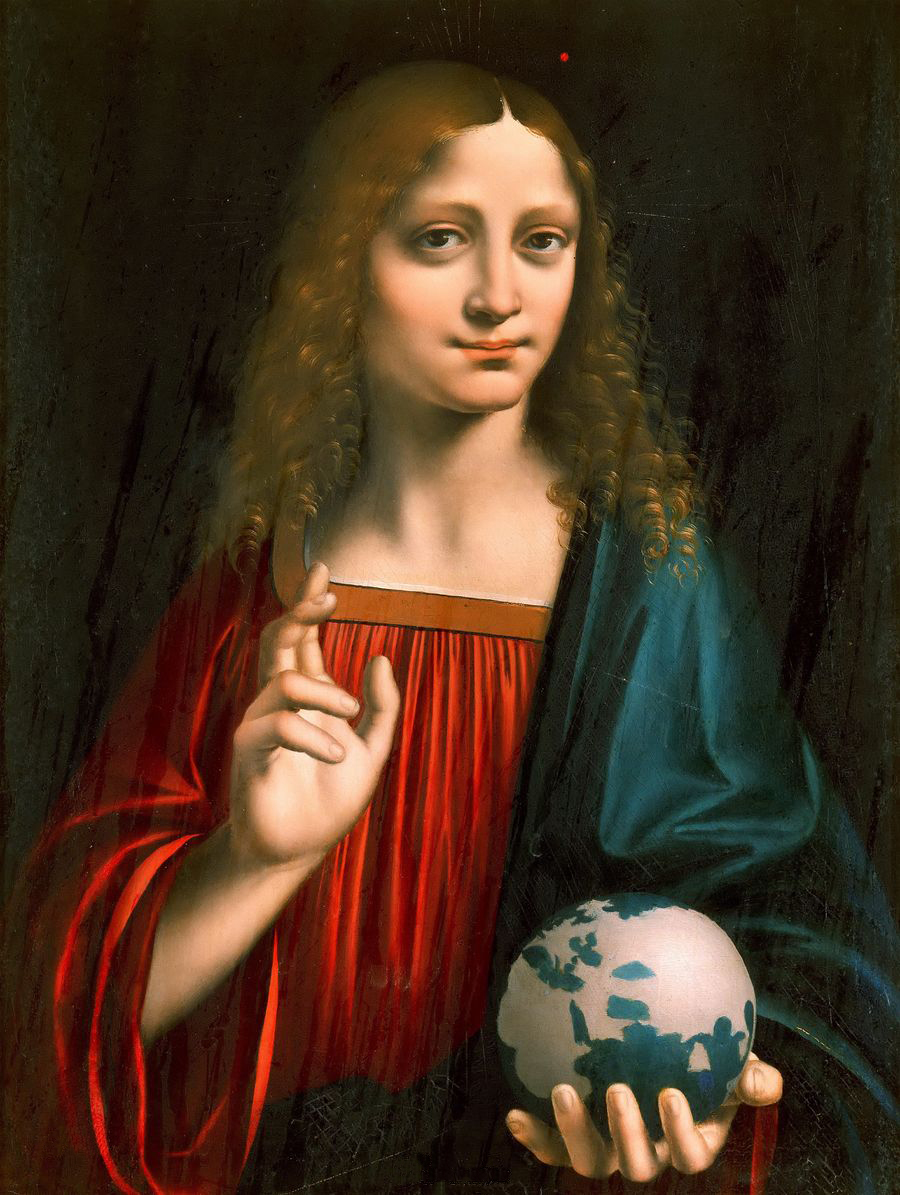
Cristo Benedicente - 1500, Pinacothèque de la Galerie Borghese.

## Biographie
Marco d'Oggiono est noté comme artiste indépendant à l'atelier de Léonard de Vinci fin 1490, il exécute entre 1493 et 1494, avec Giovanni Antonio Boltraffio, le retable Grifi avec la Résurrection du Christ entre les saints Léonard et Lucie, peint  probablement sous le contrôle du maître.
Au début du XVIe siècle, il exécute une série de travaux (aujourd'hui en partie perdus), deux monumentales toiles et projets pour les stalles  du chœur de la cathédrale de Savone commandées par le cardinal Giuliano des Rovere, le futur pape Jules II (1500-1502). Ses toiles des mêmes années pour la confrérie des Milanais à Venise sont perdues. Les fresques pour l'église milanaise de Santa Maria della Pace  (aujourd'hui transférées sur toile et conservées à la pinacothèque de Brera), alors que le retable des  Trois archanges  (aussi à Brera) est daté de 1515.

## Œuvres
- Résurrection du Christ entre les saints Léonard et Lucie (avec Giovanni Antonio Boltraffio), Bode-Museum, Berlin.
- Triptyque de L'Assomption et saints, Mezzanadi, Somma Lombardo, église paroissiale.
- Polyptyque de Santa Maria della Pace (avec Giovanni Agostino da Lodi), pinacothèque de Brera, Milan.
- Les Trois Archanges, pinacothèque de Brera, Milan.
- Polyptyque, Oggiono, église Sant'Eufemia.
- Cristo benedicente, 1500, galerie Borghèse, Rome.
- Copie de la Cène de Léonard de Vinci, vers 1506-1509, musée national de la Renaissance - château d'Ecouen, dépôt du musée du Louvre, Paris, inv. 781.
- La Sainte Famille avec sainte Élisabeth, Zacharie et le petit saint Jean Baptiste, musée du Louvre.
- La Vierge allaitant l'Enfant Jésus, musée du Louvre.
- Polyptyque Crespi, 6 panneaux de La Vierge, l'Enfant et deux anges musiciens, avec saints et donateurs musée des Beaux-Arts de Blois, dépôt du musée du Louvre.
- Sainte Barbe, avant 1515, musée Condé, Chantilly.
- Sainte Catherine, La Rochepot, église Saint-Georges.
- Vierge à l'Enfant, National Gallery, Londres.
- La Madone Litta, musée de l'Ermitage, Saint-Pétersbourg, qui d'après l'historien d'art David Alan Brown serait de Marco d'Oggiono et non de Giovanni Antonio Boltraffio.
- Vierge à l'Enfant, musée national de Varsovie.